# Metrokosmos
Metrokosmos (Eigenschreibweise: METROKOSMOS) ist eine Dokumentarfilmserie des Wiener Filmemachers und Fotografen Timo Novotny. Die Serie beleuchtet in fünf Folgen das Wesen von fünf verschiedenen Städten anhand des Lebens in und um deren U-Bahn-Systeme. Die Erstausstrahlung erfolgte im November 2024 durch den Fernsehsender Arte.

## Inhalt
Die erste Staffel von Metrokosmos besteht aus fünf Episoden, die sich jeweils auf eine europäische Stadt konzentrieren: Neapel, Prag, Wien, Berlin und Paris. Die Dokumentation zeigt in kunstvollen Bildern das Leben unter der Straße und lässt Künstler, Architekten und lokale Persönlichkeiten zu Wort kommen, die die Welt unterhalb der Stadt zeigen. Die Serie untersucht, wie die Vielfalt an Menschen und Kulturen in den Zügen, Tunneln und Schächten der U-Bahn widergespiegelt wird und legt dabei großen Wert auf eine eigene, von Symmetrie durchdrungene Bildästhetik. Der Soundtrack der Serie stammt von Markus Kienzl, einem Gründungsmitglied der Wiener Band Sofa Surfers, und besteht primär aus Instrumentalfassungen seines 2024 veröffentlichten Albums „Three“.

## Hintergrund
Timo Novotny wurde durch den mehrfach ausgezeichneten Kinofilm „Life in Loops“ (2006) bekannt, einem filmischen 35-mm-Remix von Michael Glawoggers Dokumentation „Megacities“. Seinen Fokus auf U-Bahnsysteme zeigte er bereits in seinem zweiten Kinofilm „Trains of Thoughts“ (2012). Metrokosmos entstand in Zusammenarbeit mit Arte, ORF und dem Filmfonds Wien.

## Ausstrahlung
Die Erstausstrahlung von Metrokosmos erfolgte im Herbst 2024 auf Arte und jeweils anschließend über den Arte-Youtube-Kanal "Irgendwas mit Arte und Kultur", wo sie bis Ende Jänner 2025 verfügbar sein wird. Ebenfalls on demand verfügbar ist die Serie in den Mediatheken von Arte und ARD.
Die Folgen der ersten Staffel mit Erstausstrahlungsterminen 2024:
- Neapel: 13. Oktober
- Prag: 20. Oktober
- Wien: 27. Oktober
- Berlin: 3. November
- Paris: 10. November